# Bonita Lubliner
Bonita Lubliner (* 1998 in Frankfurt am Main) ist eine deutsche Schauspielerin.

## Werdegang
Im Jahr 2020 absolvierte sie eine Schauspielerausbildung in München. In dem Kinofilm Girl You Know It’s True, produziert von Wiedemann & Berg Filmproduktion, stellt sie die Sängerin Jodie Rocco dar, eine der echten Stimmen hinter Milli Vanilli.

## Filmografie (Auswahl)
- 2023: You Are We (Kurzfilm)[2]
- 2023: Emil Bulls - Whirlwind of Doom (Musikvideo)[3]
- 2023: Girl You Know It’s True[4]